# Ludwik Ćwikliński
Ludwik Ćwikliński (Gniezno, 17 luglio 1853 – Cracovia, 3 ottobre 1942) è stato un filologo classico polacco professore e rettore dell'Università di Leopoli, ministro dell'istruzione nel governo austro-ungarico.

## Biografia
Era figlio di Wojciech, organista da chiesa, e di Cecylia nata Buszkiewicz. Si diplomò al regio ginnasio di Gniezno, conseguendo la maturità nel 1870, poi studiò filologia classica, storia antica e slavistica presso l'Università di Breslavia (1870-71) e filologia classica, storia antica e storia della filosofia all'Università di Berlino (1871-1873). Uno dei suoi insegnanti a Berlino fu Theodor Mommsen. Nel 1873, discutendo la tesi Quaestiones de tempore, quo Thucydides priorem historiae suae partem composuerit, conseguì il dottorato all'Università di Berlino. Fu insegnante di storia e lingue antiche in un ginnasio di Berlino (fino al 1875). Nel 1876 divenne professore associato presso l'Università di Leopoli; tenne lezioni di filologia classica, archeologia e storia antica; diresse il Secondo Dipartimento di Filologia Classica. Nel 1879 ottenne il titolo di professore ordinario, fu due volte preside della Facoltà di Filosofia (1883/1884, 1891), poi rettore (1893/1894) e vicerettore (1894/1895) dell'Università di Leopoli. Dal 1876 al 1902 fu anche a capo della commissione d'esame per i candidati agli insegnanti di scuola secondaria e dal 1879 al 1902 fu conservatore dei reperti preistorici presso l'Istituto archeologico di Leopoli. Era presidente della Società per i Corsi accademici femminili (1896-1899). Sostenne la candidatura di Tadeusz Wojciechowski alla carica di capo del Dipartimento di storia polacca presso l'Università di Leopoli (1881); curò la rivista "Eos" (1894-1901).
Dal 1899 al 1902 fu membro del parlamento austriaco. Nel 1902 si trasferì a Vienna, dove lavorava come ricercatore presso l'Istituto Archeologico. Era anche a capo della Sezione dell'Istruzione superiore del Ministero dell'Educazione austriaco e negli anni 1917-1918 fu ministro dell'Istruzione e dei culti. Come ministro, sostenne la scienza e l'istruzione polacca a Cieszyn e nella Piccola Polonia. Dopo il ritorno in Polonia (1919), si stabilì a Poznań. Nel 1920 insegnò filologia classica all'Università di Vilnius e nel 1928 fu nominato professore onorario dell'Università di Poznań. Ebbe lauree honoris causa dalle università di Leopoli, Poznań e dall'Università Jagellonica di Cracovia.
Nel 1905 fu insignito dell'Ordine della Corona ferrea di II classe.
Nel 1893 fu nominato membro corrispondente e nel 1904 membro attivo dell'Accademia della cultura. Era anche membro della Società degli Amici della Scienza di Poznań (dal 1892 membro corrispondente, dal 1928 membro onorario), membro fondatore (1893) e presidente per lungo tempo (1893-1939) della Società Filologica (Societas Philologa, dal 1919 Societas Phililoga Polonorum), membro dell'Istituto Archeologico di Vienna (dal 1902), membro dell'Accademia Ceca delle Arti e delle Scienze (dal 1903), membro onorario della Società Filosofica di Vienna (1903). Nel 1929 organizzò a Poznań il Congresso dei filologi classici dei paesi slavi. Dopo lo scoppio della Seconda guerra mondiale fu imprigionato in un campo di concentramento, poi nell'ospedale delle suore elisabettiane di Poznań, e alla fine della sua vita nel convento dei Cappuccini a Cracovia, trasformato in ospedale-ricovero per gli anziani. Fu sepolto nel cimitero di Rakowicki a Cracovia.
Nel suo lavoro scientifico si è occupato di storiografia e poesia greca, scoperte archeologiche e letteratura polacco-latina. Analizzando la Guerra del Peloponneso di Tucidide scoprì che alcune parti dell'opera - che descrivevano l'Archidama e le guerre siciliane - erano originariamente parte di un'opera a sé. Studiò anche i frammenti non correlati del trattato Poroi di Senofonte sulle entrate statali; le considerò note apposte dall'autore a margine. Studiò le traduzioni di Omero, specialmente in polacco. Curò la prima edizione integrale delle opere di Klemens Janicki (Clementiis Janicii poetae laureatis carmina, 1930); stabilì che Janicki ricevette l'alloro poetico non dalle mani di papa Paolo III, ma dal rappresentante della Repubblica di Venezia, Marcantonio Contarini. Condusse ricerche archeologiche in Italia (1875-1876) e in Grecia, si occupò delle scoperte di Heinrich Schliemann con l'articolo Homer, Schliemann i Mykeny (1879).

## Opere principali
- Über die Entstehungsweise des zweiten Theiles der Thukydideischen Geschichte (1877)
- Uniwersytet a nauka (1877)
- Über die Entstehung des Herodoteischen Geschichtwerkes (1878)
- Beiträge zur Kritik und Erklärung des Thucydides (1878)
- Homer, Schliemann i Mykeny. Wspomnienia z podróży do Grecyi (1879)
- Homer i Homerycy. Rzecz o studyach i przekładach Homera, szczególnie w Polsce (1881)
- Stanisław z Krakowa, autor XIVgo wieku i jego traktat o życiu i cudach św. Jacka (1884)
- W jaki sposób wydawać należy poetów łacińsko-polskich wieku XVI (1886)
- Olimpia. Historya i pomniki sztuki (1887)
- Gramatyka języka greckiego. Gramatyka Curtiusa i Hartla – do języka polskiego zastosował Ludwik Ćwikliński (1890; wyd. VI – 1921)
- Opis zarazy ateńskiej w dziele Tukidydesa II.47, 2-54. Studyjum krytyczne (1891)
- Konstytucja Aten, świeżo odkryte dzieło Arystotelesa (1892)
- Klemens Janicki, poeta uwieńczony (1516-1543) (1893)
- Mommsen o Horacyusza carmen saeculare (1894)
- Nowe przepisy o egzaminach dla kandydatów zawodu nauczycielskiego w gimnazyach i szkołach realnych z d. 30 sierpnia 1897 r. w stosunku do przepisów z r. 1884 (1897)
- Liryk grecki. Rzecz o nowo odkrytych poezyach Bakchylidesa (1899)
- Nieznany list Mikołaja Hussovianusa (Hussowskiego)(1899)
- Dwa drobne wiersze Klemensa Janickiego (1900)
- O wawrzynie doktorskim i poetyckim Klemensa Janickiego (1919)
- Kilka uwag o zadaniach i organizacji nauki polskiej (1919)
- Spuścizna Greków i Rzymian. Wykład wstępny – wygłoszony w Uniwersytecie Stefana Batorego w Wilnie dnia 23 kwietnia 1920 r. (1920)
- Animadversiones in aliquot locos Xenophontis de reditibus libelli (1920)
- O przechowanym w zbiorze pism Ksenofontów traktacie o dochodach (1921)
- Adam Schroeter, uczony i poeta śląski XVI wieku i jego poemat o salinach wielickich (1922)
- Ianicius à Padova (1538-1540) (1922)
- Seneki Apokolokyntosis. Satyra na śmierć cesarza Klaudjusza i jego pozgonne wędrówki do nieba i do podziemia (1926)
- Ianiciana. Przyczynki do biografii i oceny utworów Klemensa Janickiego (1928)
- Clementis Janicii Poetae Laurenti Carmina (1930)
- Cesarz Juljan Apostata i jego satyra Symposion (Poznań 1936)
- Nowe Ianiciana (1937)
- Zagadnienia tukidydesowe (1937)